# 秦野裕
秦野 裕（はたの ゆたか、1940年5月31日 -  1997年8月17日）は、日本の官僚。海上保安庁長官、帝都高速度交通営団副総裁を務めた。

## 来歴・人物
東京都出身。1963年に東京大学法学部を卒業し、同年に運輸省に入省。1988年6月に大臣官房審議官を経て、1994年7月に海上保安庁長官に就任。1996年7月には帝都高速度交通営団副総裁に就任。
1997年8月17日に肺炎のために死去。57歳没。